# Five Eyes

En karta över länderna inom Five Eyes.

Five Eyes (FVEY) är en underrättelsesallians som består av Australien, Kanada, Nya Zeeland, Storbritannien och USA.  Dessa länder är parter i det multilaterala UKUSA-avtalet, ett fördrag för gemensamt samarbete inom signalspaning.
FVEY:s ursprung kan spåras tillbaka till perioden efter andra världskriget, då Atlantdeklarationen utfärdades av de allierade för att lägga fram sina mål för en värld efter kriget. Under det kalla kriget utvecklades ECHELON-övervakningssystemet initialt av FVEY för att övervaka kommunikationen från det tidigare Sovjetunionen och östblocket. Systemet används nu för att övervaka privat kommunikation över hela världen.
Trots fortsatt kontrovers över dess metoder är förhållandet Five Eyes fortfarande en av de mest omfattande av allmänheten kända spionallianserna i historien.

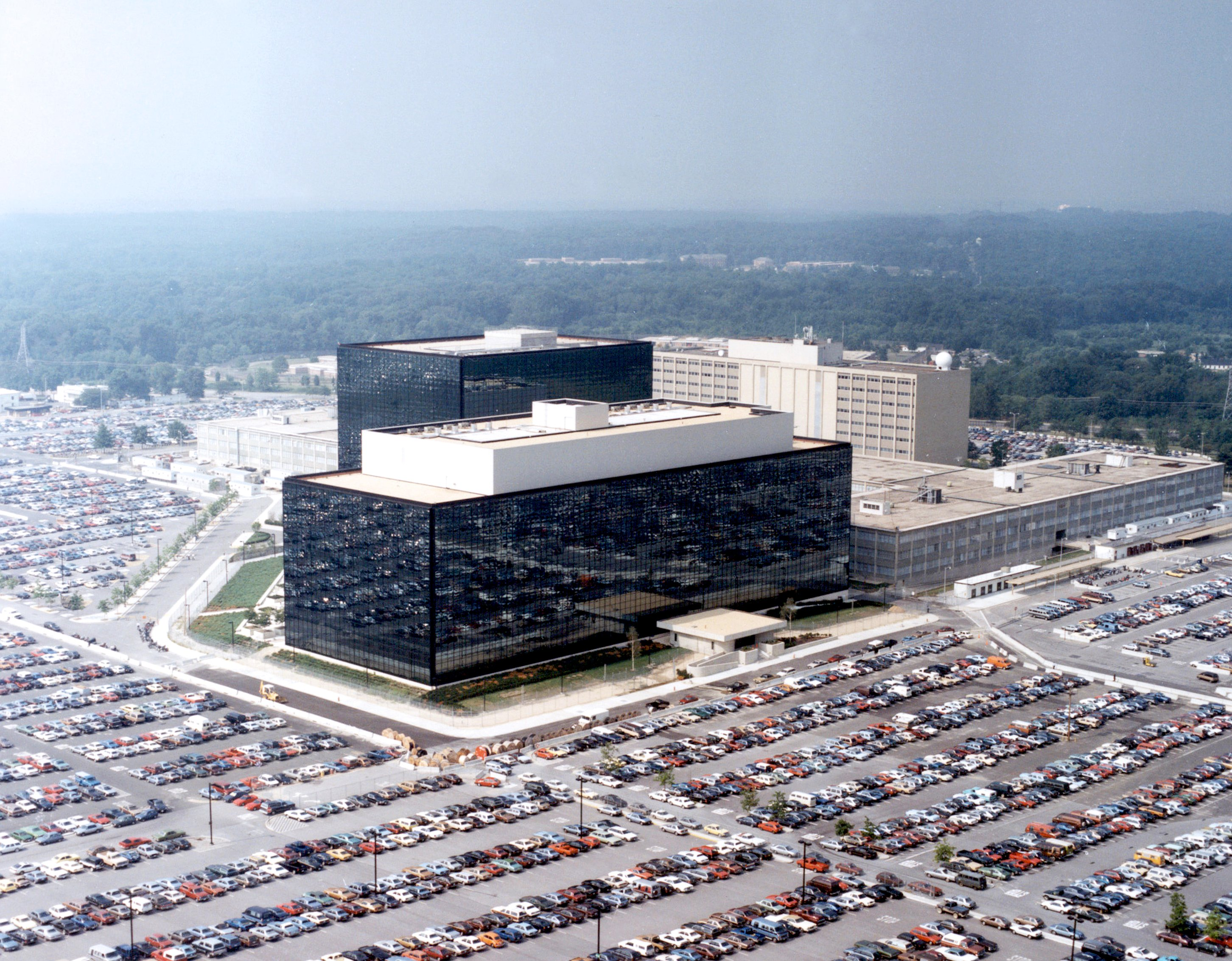
NSA:s Högkvarter, Fort Meade, Maryland, USA.

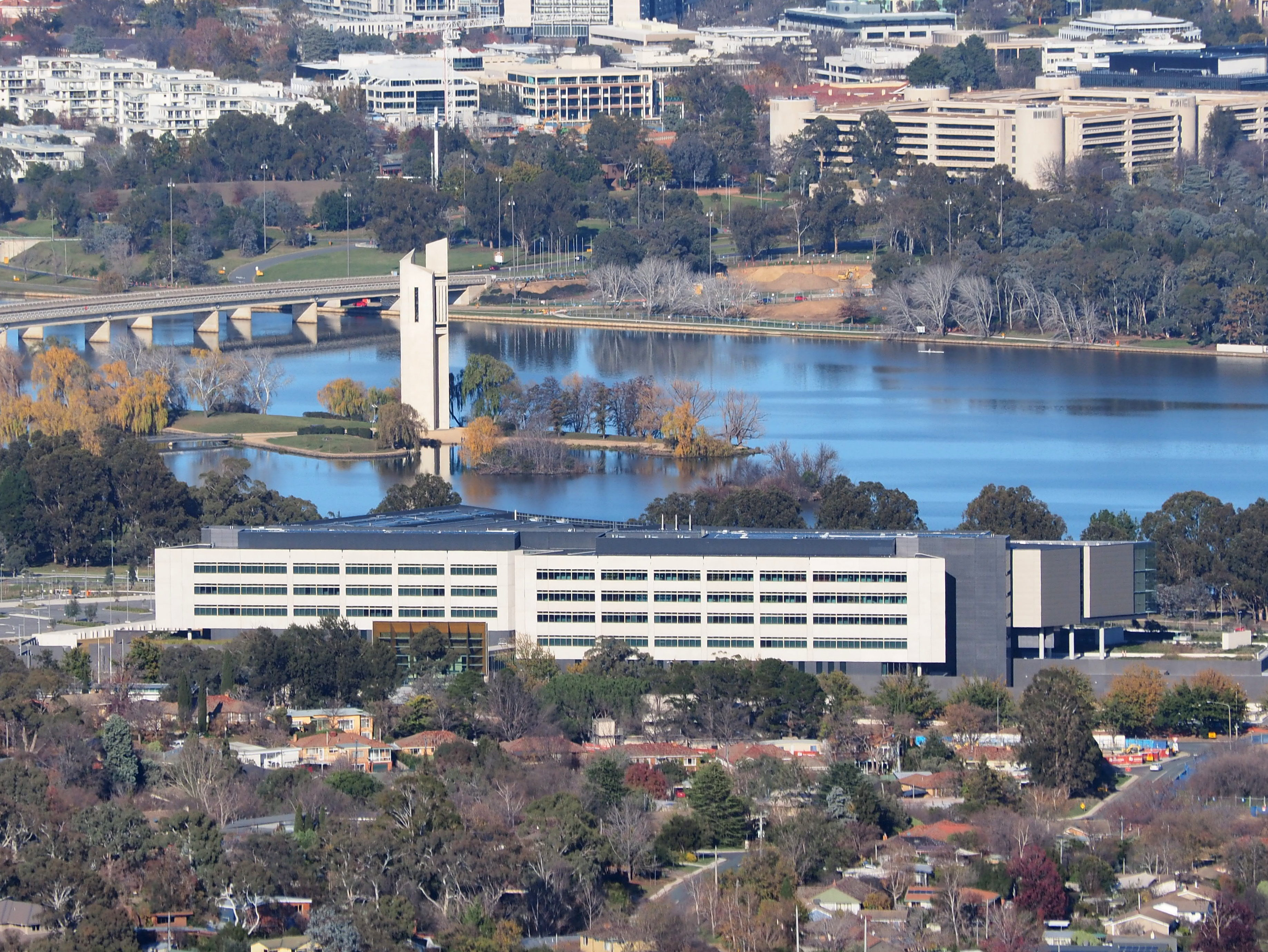
ASIO Centralkontor, Canberra, Australien.

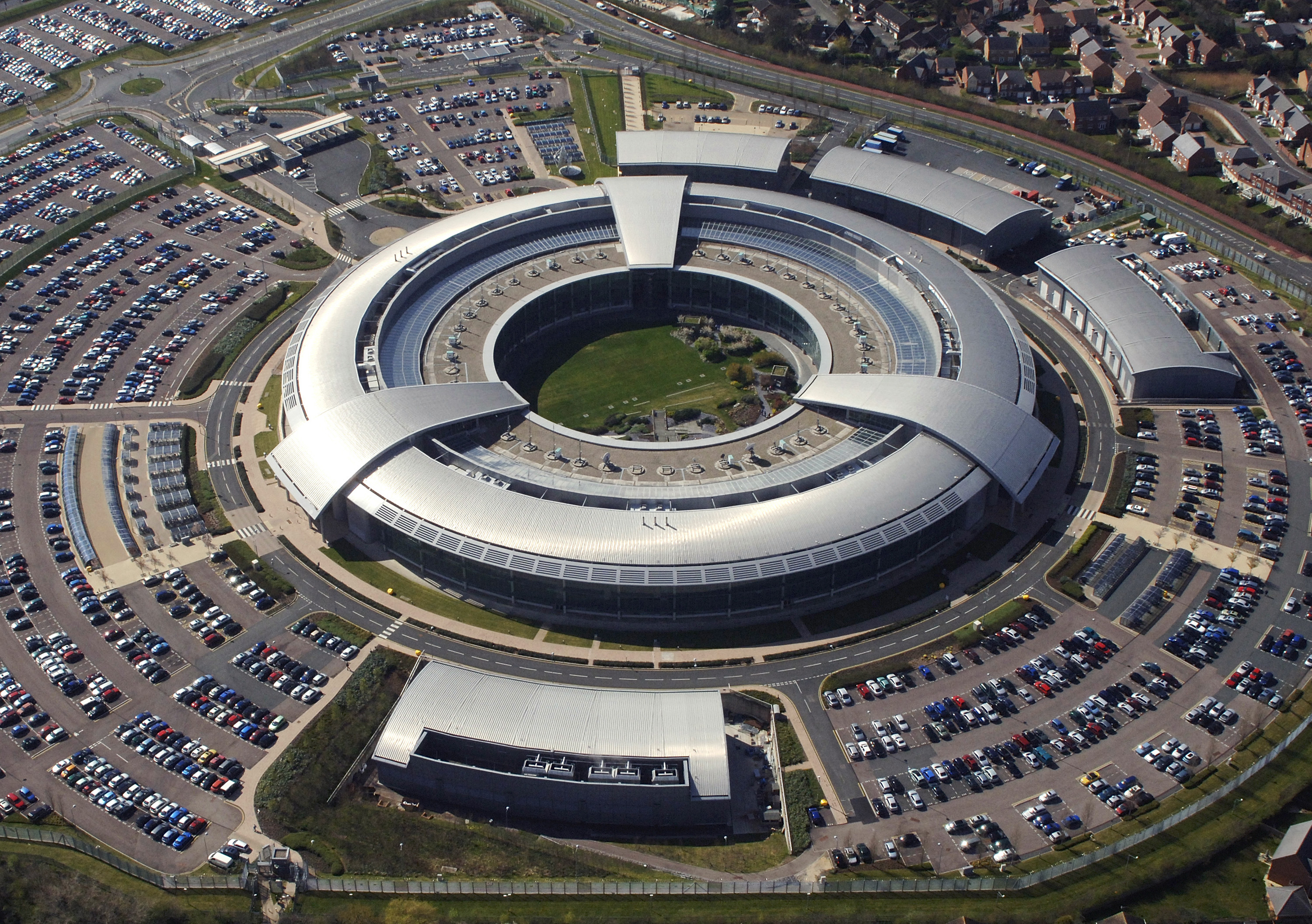
GCHQ, Cheltenham, Gloucestershire, Storbritannien.

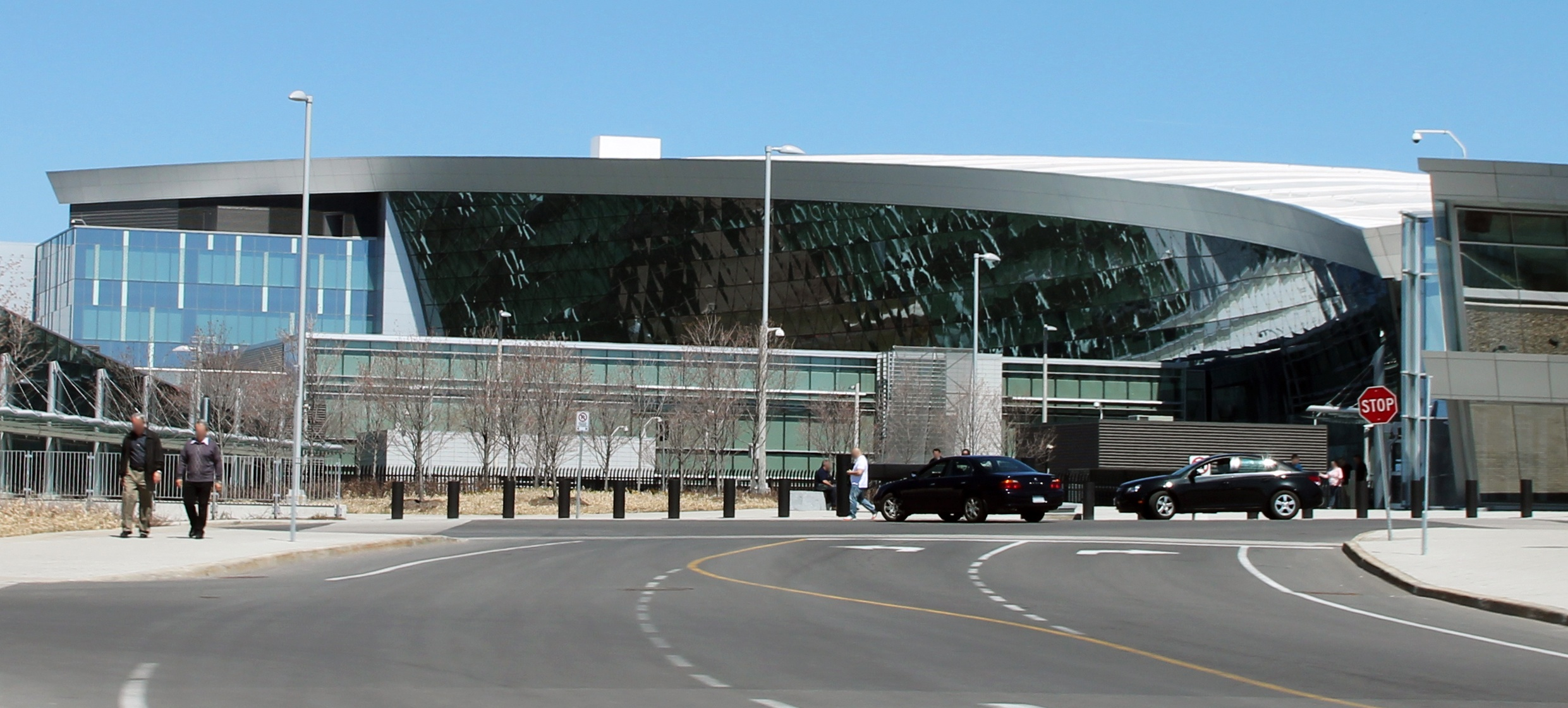
CSE, Ottawa, Ontario, Kanada.

Eftersom bearbetad information samlas in från flera källor är den delade underrättelsen inte bara begränsad till signalspaning (SIGINT) och involverar ofta försvarsintelligens såväl som personbaserad inhämtning (HUMINT) och geospatial intelligens (GEOINT).

## Organisationer
Följande tabell ger en översikt över de flesta av FVEY-byråerna som är involverade i olika former av informationsdelning. Notera att vissa av byråerna saknar namn på svenska, därför visas en del av namnen på originalspråk.
| Land           | Byrå                                             | Förkortning | Roll                                                        |
| -------------- | ------------------------------------------------ | ----------- | ----------------------------------------------------------- |
| Australien     | Australiens hemliga underrättelsetjänst          | ASIS        | Personlig inhämtning                                        |
| Australien     | Australiska signaldirektoratet                   | ASD         | Signalspaning                                               |
| Australien     | Australian Security Intelligence Organization    | ASIO        | Säkerhetsinformation                                        |
| Australien     | Australian Geospatial-Intelligence Organization  | AGO         | Geo-intelligens                                             |
| Australien     | Defense Intelligence Organization                | DIO         | Försvarsinformation                                         |
| Kanada         | Canadian Forces Intelligence Command             | CFINTCOM    | Försvarsinformation, Geo Intelligence, personlig inhämtning |
| Kanada         | Communications Security Establishment            | CSE         | Signalspaning                                               |
| Kanada         | Kanadensiska säkerhetstjänsten                   | CSIS        | Personlig inhämtning, säkerhetsinformation                  |
| Nya Zeeland    | Directorate of Defense Intelligence and Security | DDIS        | Försvarsinformation                                         |
| Nya Zeeland    | Myndigheten för kommunikationssäkerhet           | GCSB        | Signalspaning                                               |
| Nya Zeeland    | Nya Zeelands säkerhetstjänst                     | NZSIS       | Personlig inhämtning                                        |
| Storbritannien | Försvarsinformation                              | DI          | Försvarsinformation                                         |
| Storbritannien | Government Communications Headquarters           | GCHQ        | Signalspaning                                               |
| Storbritannien | Säkerhetstjänsten                                | MI5         | Säkerhetsinformation                                        |
| Storbritannien | Secret Intelligence Service                      | MI6, SIS    | Personlig inhämtning                                        |
| USA            | Central Intelligence Agency                      | CIA         | Personlig inhämtning                                        |
| USA            | Defense Intelligence Agency                      | DIA         | Försvarsinformation                                         |
| USA            | Federal Bureau of Investigation                  | FBI         | Säkerhetsinformation                                        |
| USA            | National Geospatial-Intelligence Agency          | NGA         | Geo-intelligens                                             |
| USA            | Nationella säkerhetsbyrån                        | NSA         | Signalspaning                                               |

## Andra internationella samarbeten

### Nine Eyes

En karta över länderna inom Nine Eyes.

Nine Eyes är ett till samarbete bestående av Five Eyes-länderna som dessutom samarbetar med Danmark, Frankrike, Nederländerna och Norge.

### Fourteen Eyes

En karta över länderna inom Fourteen Eyes.

Enligt ett dokument som läcktes av Edward Snowden finns det ett avtal bland 14 nationer som officiellt kallas SIGINT Seniors Europe, eller "SSEUR". Dessa "Fourteen Eyes", eller 14 ögon, består av samma medlemmar i Nine Eyes plus Belgien, Tyskland, Italien, Spanien och Sverige.